# 南山口站
南山口站位于中国青海省海西州格尔木市南山口二级水电站附近，海拔3080米，于1984年启用。该站为青藏铁路集团公司直属的车站，也是青藏铁路一期西宁至格尔木段和二期格尔木至拉萨段的连接点。车站在格拉段建设过程中设有轨道铺架基地。